# Baltmannsweiler
Baltmannsweiler ist eine Gemeinde im Landkreis Esslingen in Baden-Württemberg. Sie gehört zur Region Stuttgart (bis 1992 Region Mittlerer Neckar) und zur europäischen Metropolregion Stuttgart.

## Geographie

### Geographische Lage
Das waldreiche Gemeindegebiet Baltmannsweiler liegt auf etwa 290 bis 465 m ü. NN Höhe im Schurwald. Die Ortsmitte des namengebenden Teilorts ist in Luftlinie rund viereinhalb Kilometer nordöstlich von der Plochingens entfernt und etwa zehn Kilometer östlich vom Zentrum der Kreisstadt Esslingen am Neckar. Die beiden Orte der Gemeinde liegen in gemeinsamer Rodungsinsel auf einem Bergrücken, der vom Reichenbach am Ortsrand der Gemeinde und vom Lützelbach an deren Südwestrand zur Fils entwässert wird sowie im Westen und Nordwesten von Oberläufen des Schweizerbachs zur Rems.

### Nachbargemeinden
Angrenzende Gemeinden sind reihum im Nordwesten die Stadt Weinstadt, im Norden und Nordosten die Gemeinde Winterbach, beide im Rems-Murr-Kreis. Im Osten liegt die Gemeinde Lichtenwald, im Süden die Gemeinde Reichenbach an der Fils, im Südwesten die Stadt Plochingen, im Westen auf nur kurzem Abschnitt die Kreisstadt Esslingen am Neckar und im Westen die Gemeinde Aichwald; die fünf letztgenannten gehören alle dem eigenen Landkreis Esslingen an.

### Gemeindegliederung
Baltmannsweiler besteht aus den beiden Ortsteilen Baltmannsweiler und Hohengehren, jeweils nur aus dem gleichnamigen Hauptort bestehend. Das Gebiet der Ortsteile ist identisch mit dem der ehemals selbstständigen Gemeinden gleichen Namens. Die offizielle Benennung des Ortsteils Hohengehren lautet Baltmannsweiler-Hohengehren. Auf dem Gebiet des Ortsteils Baltmannsweiler liegen die abgegangenen Ortschaften Balzschmied, Holdermannshofstatt, Oberweiler und Steinenbach. Auf dem Gebiet des Ortsteils Hohengehren liegen die abgegangenen Ortschaften Burg, Borgenhardt, Holdesteiningen, Katzenlohe, Steinenbach, Witzlingsweiler und Katzenbachhof.

### Flächenaufteilung
Nach Daten des Statistischen Landesamtes, Stand 2014.

## Religion
Ende 1998 hatte die Gemeinde 1275 Einwohner, die römisch-katholisch, und 2998 Einwohner, die evangelisch waren.

## Geschichte

### Baltmannsweiler

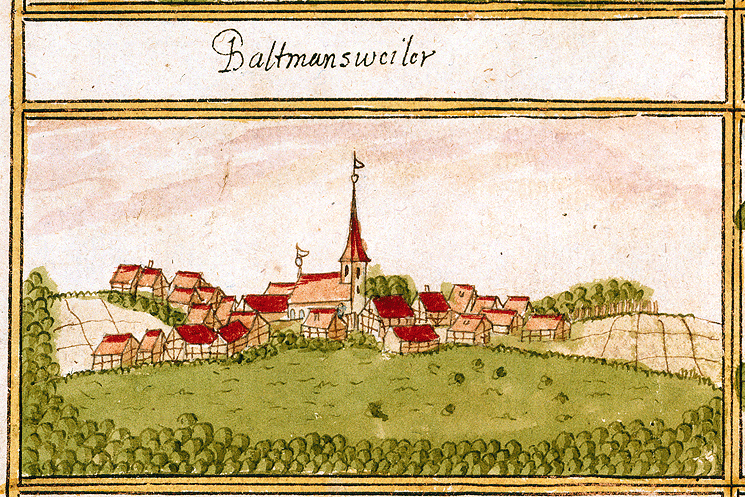
Baltmannsweiler 1683/1685 im Kieserschen Forstlagerbuch

Baltmannsweiler wurde 1299 erstmals urkundlich erwähnt. Der Ort gehörte ursprünglich den Zähringern und kam dann zu Württemberg. Dort war es ab 1381 dem Amt, später Oberamt Schorndorf zugeordnet. Die Zuordnung zum Oberamt Schorndorf blieb auch nach der Umsetzung der neuen Verwaltungsgliederung im 1806 gegründeten Königreich Württemberg bestehen. Bei der Kreisreform während der NS-Zeit in Württemberg gelangte Baltmannsweiler 1938 zum Landkreis Esslingen. 1945 wurde der Ort Teil der Amerikanischen Besatzungszone und gehörte somit zum neu gegründeten Land Württemberg-Baden, das 1952 im jetzigen Bundesland Baden-Württemberg aufging. Der von den autochthonen Bewohnern des Dorfes heute verwendete Name für das Dorf ist „Baltemore“.

### Hohengehren

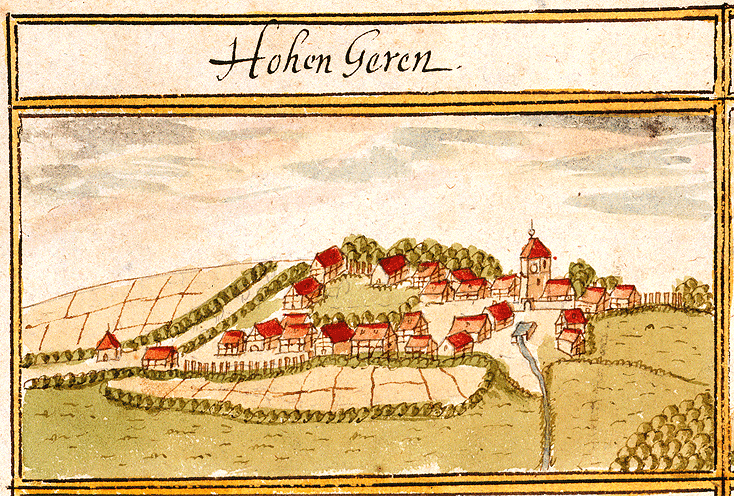
Hohengehren 1683/1685 im Kieserschen Forstlagerbuch

Hohengehren wurde bereits vor Baltmannsweiler, nämlich 1275, urkundlich erwähnt. Die Landeszugehörigkeit entspricht der von Baltmannsweiler.

### Eingemeindungen
Das heutige Baltmannsweiler wurde am 1. Januar 1975 im Rahmen der baden-württembergischen Gebietsreform aus den bis dahin selbständigen Gemeinden Baltmannsweiler und dem nördlich gelegenen Hohengehren gebildet.

### Entwicklung der Einwohnerzahl
| Jahr | Einwohner¹ |
| ---- | ---------- |
| 1871 | 1310       |
| 1880 | 1335       |
| 1890 | 1191       |
| 1900 | 1171       |
| 1910 | 1184       |
| 1925 | 1230       |
| 1933 | 1274       |

| Jahr | Einwohner¹ |
| ---- | ---------- |
| 1939 | 1333       |
| 1950 | 1963       |
| 1961 | 2688       |
| 1970 | 3944       |
| 1975 | 4599       |
| 1980 | 5143       |
| 1985 | 5206       |

| Jahr | Einwohner¹ |
| ---- | ---------- |
| 1990 | 5307       |
| 1995 | 5425       |
| 2000 | 5520       |
| 2005 | 5552       |
| 2010 | 5554       |
| 2015 | 5646       |
| 2020 | 5753       |

¹Statistisches Landesamt Baden-Württemberg; bis 1970 Volkszählungsergebnisse, ab 1975 Fortschreibungen jeweils zum 31. Dezember des Jahres.

## Politik

### Bürgermeister
Im März 2015 wurde Simon Schmid gegen drei Konkurrenten im ersten Wahlgang zum Bürgermeister gewählt. Am 5. März 2023 wurde er mit 98,3 Prozent der Stimmen für eine zweite Amtszeit wiedergewählt. Zuvor war von 1999 bis 2015 Martin König (1958–2023) Bürgermeister.

### Gemeinderat
Der Gemeinderat in Baltmannsweiler hat 14 Mitglieder. Die Kommunalwahl am 9. Juni 2024 führte zu folgendem amtlichen Endergebnis: Der Gemeinderat besteht aus den gewählten ehrenamtlichen Gemeinderäten und dem Bürgermeister als Vorsitzendem. Der Bürgermeister ist im Gemeinderat stimmberechtigt.
| Parteien und Wählergemeinschaften | Parteien und Wählergemeinschaften               | % 2024 | Sitze 2024 | % 2019 | Sitze 2019 | Kommunalwahl 2024 %3020100 16,1 %28,7 %21,8 %14,9 %8,6 %n. k. %9,8 % GrüneCDUFWVUBSPDWVBHNFLGewinne und Verlusteim Vergleich zu 2019 %p 10 8 6 4 2 0 −2 −4 −6 −8−10−5,0 %p+8,4 %p+1,6 %p+2,7 %p−0,5 %p−9,1 %p+1,8 %pGrüneCDUFWVUBSPDWVBHNFL |
| GRÜNE                             | Bündnis 90/Die Grünen                           | 16,1   | 2          | 21,1   | 3          | Kommunalwahl 2024 %3020100 16,1 %28,7 %21,8 %14,9 %8,6 %n. k. %9,8 % GrüneCDUFWVUBSPDWVBHNFLGewinne und Verlusteim Vergleich zu 2019 %p 10 8 6 4 2 0 −2 −4 −6 −8−10−5,0 %p+8,4 %p+1,6 %p+2,7 %p−0,5 %p−9,1 %p+1,8 %pGrüneCDUFWVUBSPDWVBHNFL |
| CDU                               | Christlich Demokratische Union Deutschlands     | 28,7   | 4          | 20,3   | 3          | Kommunalwahl 2024 %3020100 16,1 %28,7 %21,8 %14,9 %8,6 %n. k. %9,8 % GrüneCDUFWVUBSPDWVBHNFLGewinne und Verlusteim Vergleich zu 2019 %p 10 8 6 4 2 0 −2 −4 −6 −8−10−5,0 %p+8,4 %p+1,6 %p+2,7 %p−0,5 %p−9,1 %p+1,8 %pGrüneCDUFWVUBSPDWVBHNFL |
| FWV                               | Freie Wählervereinigung                         | 21,8   | 3          | 20,2   | 3          | Kommunalwahl 2024 %3020100 16,1 %28,7 %21,8 %14,9 %8,6 %n. k. %9,8 % GrüneCDUFWVUBSPDWVBHNFLGewinne und Verlusteim Vergleich zu 2019 %p 10 8 6 4 2 0 −2 −4 −6 −8−10−5,0 %p+8,4 %p+1,6 %p+2,7 %p−0,5 %p−9,1 %p+1,8 %pGrüneCDUFWVUBSPDWVBHNFL |
| UB                                | Unabhängige Bürger                              | 14,9   | 2          | 12,2   | 2          | Kommunalwahl 2024 %3020100 16,1 %28,7 %21,8 %14,9 %8,6 %n. k. %9,8 % GrüneCDUFWVUBSPDWVBHNFLGewinne und Verlusteim Vergleich zu 2019 %p 10 8 6 4 2 0 −2 −4 −6 −8−10−5,0 %p+8,4 %p+1,6 %p+2,7 %p−0,5 %p−9,1 %p+1,8 %pGrüneCDUFWVUBSPDWVBHNFL |
| SPD                               | Sozialdemokratische Partei Deutschlands         | 8,6    | 1          | 9,1    | 1          | Kommunalwahl 2024 %3020100 16,1 %28,7 %21,8 %14,9 %8,6 %n. k. %9,8 % GrüneCDUFWVUBSPDWVBHNFLGewinne und Verlusteim Vergleich zu 2019 %p 10 8 6 4 2 0 −2 −4 −6 −8−10−5,0 %p+8,4 %p+1,6 %p+2,7 %p−0,5 %p−9,1 %p+1,8 %pGrüneCDUFWVUBSPDWVBHNFL |
| NFL                               | Neue Freie Liste                                | 9,8    | 2          | 8,0    | 1          | Kommunalwahl 2024 %3020100 16,1 %28,7 %21,8 %14,9 %8,6 %n. k. %9,8 % GrüneCDUFWVUBSPDWVBHNFLGewinne und Verlusteim Vergleich zu 2019 %p 10 8 6 4 2 0 −2 −4 −6 −8−10−5,0 %p+8,4 %p+1,6 %p+2,7 %p−0,5 %p−9,1 %p+1,8 %pGrüneCDUFWVUBSPDWVBHNFL |
| WVBH                              | Wählervereinigung Baltmannsweiler & Hohengehren | –      | –          | 9,1    | 1          | Kommunalwahl 2024 %3020100 16,1 %28,7 %21,8 %14,9 %8,6 %n. k. %9,8 % GrüneCDUFWVUBSPDWVBHNFLGewinne und Verlusteim Vergleich zu 2019 %p 10 8 6 4 2 0 −2 −4 −6 −8−10−5,0 %p+8,4 %p+1,6 %p+2,7 %p−0,5 %p−9,1 %p+1,8 %pGrüneCDUFWVUBSPDWVBHNFL |
| gesamt                            | gesamt                                          | 100,0  | 14         | 100,0  | 14         | Kommunalwahl 2024 %3020100 16,1 %28,7 %21,8 %14,9 %8,6 %n. k. %9,8 % GrüneCDUFWVUBSPDWVBHNFLGewinne und Verlusteim Vergleich zu 2019 %p 10 8 6 4 2 0 −2 −4 −6 −8−10−5,0 %p+8,4 %p+1,6 %p+2,7 %p−0,5 %p−9,1 %p+1,8 %pGrüneCDUFWVUBSPDWVBHNFL |
| Wahlbeteiligung                   | Wahlbeteiligung                                 | 69,8 % | 69,8 %     | 69,0 % | 69,0 %     | Kommunalwahl 2024 %3020100 16,1 %28,7 %21,8 %14,9 %8,6 %n. k. %9,8 % GrüneCDUFWVUBSPDWVBHNFLGewinne und Verlusteim Vergleich zu 2019 %p 10 8 6 4 2 0 −2 −4 −6 −8−10−5,0 %p+8,4 %p+1,6 %p+2,7 %p−0,5 %p−9,1 %p+1,8 %pGrüneCDUFWVUBSPDWVBHNFL |

### Wappen
Das Wappen der Gemeinde Baltmannsweiler wurde Ende 1979 verliehen und verbindet die beiden Wappen der früheren Gemeinden Baltmannsweiler und Hohengehren.
| Wappen der Gemeinde Baltmannsweiler | Blasonierung: „Unter silbernem (weißem) Schildhaupt darin drei gestaffelt, durchgehend blaue Berge in Gold (gelb), darunter eine blaue Scheibe, belegt mit einem silbernen (weißen) Leistenkreuz, unten anhängend ein blauer Haken.“ |
| Wappen der Gemeinde Baltmannsweiler | Wappenbegründung: Die drei „Kaiserberge“ (Hohenstaufen, Rechberg und Stuifen) wurden aus dem ehemaligen Wappen von Baltmannsweiler übernommen. Die Scheibe mit Haken entstammt dem ehemaligen Wappen von Hohengehren und kann je nach Deutung als Pflugrad mit Pflughaken oder ein symbolisches Garnknäuel mit abgewickeltem Faden gesehen werden. |

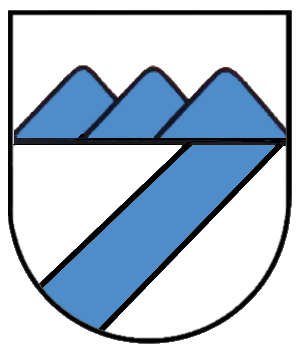
Altes Wappen von Baltmannsweiler
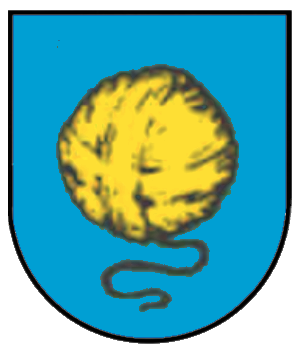
Ehemaliges Wappen von Hohengehren

## Wirtschaft und Infrastruktur

### Ansässige Unternehmen
Im Ortsteil Hohengehren ist mit dem Schneider Verlag ein Fachbuchverlag ansässig.

### Bildung
- Grundschule Baltmannsweiler mit acht Schulklassen, in denen etwa 160 Schüler unterrichtet werden
- Grundschule Hohengehren mit sieben Schulklassen, in denen etwa 130 Kinder unterrichtet werden

Außerdem verfügt Baltmannsweiler über vier Kindergärten.
- Die Gemeinde Baltmannsweiler betreibt auch eine eigene Volkshochschule.[9]

### Abfallentsorgung
Für die Abfallentsorgung ist der Abfallwirtschaftsbetrieb des Landkreises Esslingen zuständig.

## Kultur und Sehenswürdigkeiten
Die Gemeinde Baltmannsweiler organisiert jedes Jahr fünf bis acht kulturelle Veranstaltungen wie Kabarett und Theater, Konzerte und mobiles Kino im Kulturzentrum Baltmannsweiler. Das Kulturzentrum hat ein Foyer mit Bar, in dem es Platz für Feiern mit bis zu 120 Personen gibt. Daneben gibt es einen großen Saal für 300 bis 500 Personen.

### Bauwerke
Im ehemaligen Wildpark stand bis 1839 das Jagdschloss Hohengehren. Dieses wurde von der Gemeinde Altbach erworben, dort als Rathaus wieder aufgebaut und bis 1975 in dieser Funktion verwendet. Die beiden vor dem Schloss angelegten Weiher sind heute noch im Wald am sogenannten Schlösslesplatz erhalten, außerdem sind neben dem Waldweg von dort Richtung Aichwald noch knapp einen Meter hohe Reste der einst den Park umfassenden Mauer erkennbar. Eins der ehemaligen Wächterhäuser steht noch unmittelbar am Waldrand neben der Straße nach Baach und wird inzwischen privat bewohnt.
In Baltmannsweiler befindet sich die spätgotische Aegidiuskirche und auch in Hohengehren eine spätgotische Kirche (ev.).

## Persönlichkeiten

### Söhne und Töchter der Gemeinde
- Friedrich Greiner (* 1858 in Hohengehren), Mundartdichter[12]
- Gerhard Elwert (* 1912 in Hohengehren, † 1998 in Tübingen), Astrophysiker an der Universität Tübingen
- Uwe Kolitsch (* 1966 in Hohengehren), Mineraloge
- Frieder Günther (* 1971 in Hohengehren), Historiker

### Vor Ort lebten und wirkten
- Hermann Stern (* 1912 in Abetifi, Ghana; † 1978 in Hohengehren), ev. Kirchenmusiker, Komponist und der erster Landeskirchenmusikdirektor der Ev. Landeskirche Württemberg
- Hans Peter Hoch, (* 1912 in Aarau, CH, † 2011 in Baltmannsweiler), Grafikdesigner, Typograf, Fotograf und Vertreter der konkreten Malerei, lebte seit den 1970er Jahren im Ortsteil Hohengehren
- Bernhard Grimm (* 1923 in Blankenloch, † 1942 im Zuchthaus Brandenburg-Goerden), Lieddichter, Zeuge Jehovas, lebte in Baltmannsweiler, wo eine Straße nach ihm benannt ist, hingerichtet wegen Wehrdienstverweigerung[13]

### Ehrenbürger
- Friedrich Maier (1897–1986), langjähriger sozialdemokratischer Gemeinderat von Baltmannsweiler sowie Turner und Trainer beim TSV Baltmannsweiler, Ehrenbürgerrechte 1975[14]
- Erwin Mauz (1913 - ), Leiter der Grund- und Hauptschule Hohengehren (1958–1973) und Autor des Heimatbuch Hohengehren, Ehrenbürgerrechte 1981[15]